# Hans Estner
Hans Estner, né le 7 avril 1951 à Tegernsee en Bavière, est un biathlète allemand. 

## Biographie
Il est médaillé de bronze au relais des Jeux olympiques d'hiver de 1980 avec Franz Bernreiter, Peter Angerer et Gerd Winkler pour l'Allemagne de l'Ouest.
Quatrième du sprint aux Championnats du monde 1977 est son meilleur résultat individuel sur la scène internationale.

## Palmarès

### Jeux olympiques
- Jeux olympiques de 1980 à Lake Placid (États-Unis) :
  -  Médaille de bronze au relais 4 × 7,5 km.

### Championnats du monde
- Championnats du monde 1978 à Hochfilzen (Autriche) :
  -  Médaille de bronze du relais.

## National
- Champion de RFA de l'individuel en 1976[2].